# Mariaborrestraat
De Mariaborrestraat is een straat in Etikhove, een deelgemeente van de Belgische gemeente Maarkedal in de Vlaamse Ardennen. De straat is een kasseiweg tussen de gewestweg Oudenaarde-Ronse (N60) in het noordwesten en de Steenbeekdries in het zuidoosten. In 1995 werd de Mariaborrestraat samen met verschillende andere kasseiwegen beschermd als monument.

## Wielrennen
De Mariaborrestraat is vooral bekend uit de Vlaamse voorjaarsklassieker in het wielrennen. Ze is meermaals opgenomen in de Ronde van Vlaanderen. Met de Mariaborrestraat wordt in de Ronde de aaneenschakeling van straten Mariaborrestraat - Steenbeekdries - Stationsberg bedoeld. Deze kasseistrook is in totaal 2.400 meter lang en bevat de beklimming van de Steenbeekdries en de afdaling van de Stationsberg. In 2003 werden er putten in de afdaling van de Stationsberg gevuld om te voorkomen dat er in de Ronde gevaarlijke situaties zouden optreden.
De kasseistrook is ook opgenomen in de blauwe lus van de recreatieve fietsroute Ronde van Vlaanderenroute.